# Confidente
Confidente (internationaler Titel: Confidante) ist ein Spielfilm von Çağla Zencirci und Guillaume Giovanetti aus dem Jahr 2025.

## Handlung
Ankara im Jahr 1999: Arzu verdient sich ihren Lebensunterhalt bei einer Sex-Hotline. Sie nimmt verschiedenste Anrufe entgegen. Als das Land von einem Erdbeben heimgesucht wird, meldet sich bei Arzu ein junger Kunde aus Istanbul, mit dem sie zuvor gesprochen hatte. Er bittet sie, ihn aus den Trümmern zu retten.

## Veröffentlichung
Die Weltpremiere des Politthrillers erfolgte im Februar 2025 im Rahmen der 75. Internationalen Filmfestspiele Berlin (Berlinale). Dort wurde das Werk in die Sektion Panorama aufgenommen.